# Ревели
Ре́вели (латыш. Rēveļi; в советское время также Га́уясличи) — село в Гулбенском крае Латвии. Входит в состав Ранкской волости. Расположено на левом берегу реки Гауя. По данным на 2015 год, в населённом пункте проживало 115 человек.

## История
В 1880 году в Ревели была открыта школа (ныне — объект культурного наследия).
В советское время населённый пункт входил в состав Ранкского сельсовета Гулбенского района. В селе располагался колхоз «Гауясличи» и Ранкская картонная фабрика.